# Famões
Famões ist ein Ort und eine ehemalige Gemeinde (Freguesia) im portugiesischen Kreis Odivelas.
Die Gemeinde hatte 10.885 Einwohner (Stand 30. Juni 2011).
Am 29. September 2013 wurden die Gemeinden Famões und Pontinha zur neuen Gemeinde União das Freguesias de Pontinha e Famões zusammengeschlossen.